# Christian Michelides

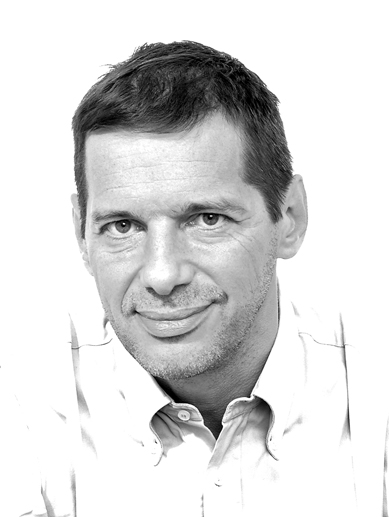
Christian Michelides (2006)

Christian Michelides (geboren am 19. Juli 1957 in Graz) ist ein österreichischer Psychotherapeut und Fotograf. Seit 2000 leitet er das Lighthouse Wien.

## Leben und Wirken
1973 begann Christian Michelides beim Feuilleton der Südost-Tagespost zu arbeiten. Später war er als Regieassistent am Wiener Burgtheater engagiert. Nach der Externistenreifeprüfung studierte er in New York und Florenz und schrieb für das italienische Theaterjahrbuch Il Patalogo und die italienische Tageszeitung Il manifesto. In den 1980er Jahren arbeitete er in der neu gegründeten Zeitschrift WIENER, in den Werbeagenturen GGK Wien und McCann-Erickson Deutschland und im Marketing der Uhrenmarke Swatch in Biel.
1982 gründete er mit dem Fotografen Jorit Aust in der Wiener Stiftgasse die Fotogalerie Molotov. Zwischen 1983 und 1985 organisierte er mehr als 20 Ausstellungen, stellte österreichische Fotografen aus und holte Arbeiten US-amerikanischer Fotografen nach Wien, darunter John Dugdale, Robert Mapplethorpe, Todd Watts und Joel-Peter Witkin. In den Jahren 1982 bis 1984 kurierte er für die Galerie in der GGK in der Villa Vojcsik eine Reihe von Ausstellungen, darunter das keramische Œuvre von Kiki Kogelnik, Wiener Blut '83: eine Gesellschaftskomödie mit Paten und Kindern sowie Personalen der Fotografen Marcus Leatherdale (USA), Alfred Seiland (Österreich) und Christian Vogt (Schweiz). Zur Eröffnung der Ausstellung Wiener Blut '83 kam auch der damalige Bundeskanzler Bruno Kreisky. Weiters veranstaltete er mit Fotografie '83 die erste Fotografie-Kunstmesse Österreichs in der Wiener Stadthalle und gab dazu einen Katalog heraus. Mit der Ausstellung Männerakte präsentierte er 1984 Fotografien von Herlinde Koelbl im Künstlerhaus Wien.
In den frühen 1990er Jahren studierte er Theaterwissenschaft an der Universität Wien und schrieb für die Zeitschriften FORVM, Falter, profil und weitere Medien. Michelides brachte die Bauernbund-Mitgliedschaft von Thomas Bernhard an die Öffentlichkeit. 1991 machte er auf das Verschwinden des Grillparzer-Preises durch die Akademie der Wissenschaften. aufmerksam und war Kern einer Gruppe, welche die Verleihung eines neu gestifteten Preises dieses Namens heftig kritisierte, was einige mediale Aufmerksamkeit erzielte. Für die Art seiner Angriffe wurde Michelides selbst mit deutlicher Kritik, unter anderem von Sigrid Löffler und Ulrich Weinzierl, konfrontiert. Er deckte die nationalsozialistische Vergangenheit der Schriftstellerin Gertrud Fussenegger auf, konfrontierte Rudolf Augstein mit der Veröffentlichung einer seiner Kurzgeschichten im Völkischen Beobachter, recherchierte und dokumentierte die großdeutschen Ambitionen der Kulturpreise vergebenden Stiftung F.V.S. und die Nähe ihres Stifters Alfred Toepfer zum NS-Regime und zu Joseph Goebbels.
Michelides war von 1995 bis 1997 Vorsitzender des Österreichischen Lesben- und Schwulenforums (ÖLSF) und fungierte als Generalanwalt des Internationalen Menschenrechts-Tribunals, welches die Republik Österreich der Menschenrechtsverletzungen an schwulen, lesbischen, bisexuellen und TransGender-Menschen in den Jahren 1945 bis 1995 anklagte. Den Vorsitz des Tribunals führten Freda Meissner-Blau und Gerhard Oberschlick. 1996 wirkte er maßgeblich an der Organisation der ersten Regenbogenparade in Wien mit. Im Jahr 1998 begann er seine soziale Arbeit für obdachlose und HIV-positive Menschen. Gemeinsam mit Burgl Helbich-Poschacher gründete er Häfn Human („Menschlicher Knast“), eine Organisation, die AIDS- und suchtkranke Häftlinge der Justizanstalt Stein und weiterer Gefängnisse betreute. 2000 gründete er das Wohnprojekt Lighthouse Wien mit, als dessen Leiter er fungiert.
Von 1999 bis 2002 absolvierte er die Ausbildung zum Lebens- und Sozialberater an der Wiener Internationalen Akademie für Ganzheitsmedizin. Seit 2009 leitet er eine psychoanalytische Männergruppe. 2010 wurde er als Gruppenanalytiker vom Österreichischen Arbeitskreis für Gruppentherapie und Gruppendynamik (ÖAGG) graduiert und arbeitet seither als Psychotherapeut (OPD-2-zertifiziert) in freier Praxis in Wien. Er engagiert sich berufspolitisch und vertritt den ÖAGG im Österreichischen Bundesverband für Psychotherapie.
Christian Michelides fotografiert hauptsächlich Opern, Künstler, Denkmäler und Demonstrationen. Theaterfotografien sind nachgewiesen am Wiener Burgtheater und an der Mailänder Scala, an den Staatsopern von Wien, Berlin, Hamburg und München, bei den Festspielen von Bayreuth, Salzburg und Glyndebourne, in Barcelona, Madrid, London, Paris, Sydney und Tokio.
Seit 2015 dokumentiert er gemeinsam mit Francisco Peralta Torrejón die Stolpersteine, die von Gunter Demnig in ganz Europa verlegt werden, darunter auch Stolpersteine in Deutschland, Österreich und der Schweiz.

## Publikationen (Auswahl)
- (Hrsg.) Wiener Blut '83. Eine Gesellschaftskomödie mit Paten und Kindern. Eine Aufstellung und Hängung von Werken durch Christian Michelides in der Galerie in der GGK Wien, Villa Vojcsik. 24. März bis 16. Juni 1983, Michelides, Wien 1983, ISBN 978-3-9503703-0-0.
- (Hrsg.) Marcus Leatherdale. Mit Texten von Kathy Acker und Christian Michelides. Michelides, Wien 1983.
- (Hrsg.) Fotografie '83. Zur ersten österreichischen Fotografie-Kunstmesse in der Stadthalle Wien, Michelides, Wien 1983.
- (Hrsg.) Lothar Rübelt: Das Geheimnis des Moments. 36 ausgew. Photographien u. e. Text von Lothar Rübelt. Ausstellungskatalog, Albertina, Michelides Verlags- u. VeranstaltungsgmbH, Wien 1985.
- (Hrsg.) Memorandum über die Stiftungen des Alfred C. Toepfer und deren Zusammenarbeit mit der Universität Wien. (=Komitee zur Rettung des Grillparzer-Preises, 20) Wien 1991, 3. Auflage.
- Die Republik ist schuldig: Homosexualität und Strafrecht in Österreich. Teil 2, Die Verurteilungen seit 1950. In: LAMBDA-Nachrichten, 1 (1996), S. 38 ff.